# فرانك شيلينغ
فرانك شيلينغ هو مدون كندي، ولد في 29 يوليو 1970 في توبينغن في ألمانيا.